# Talburgtor

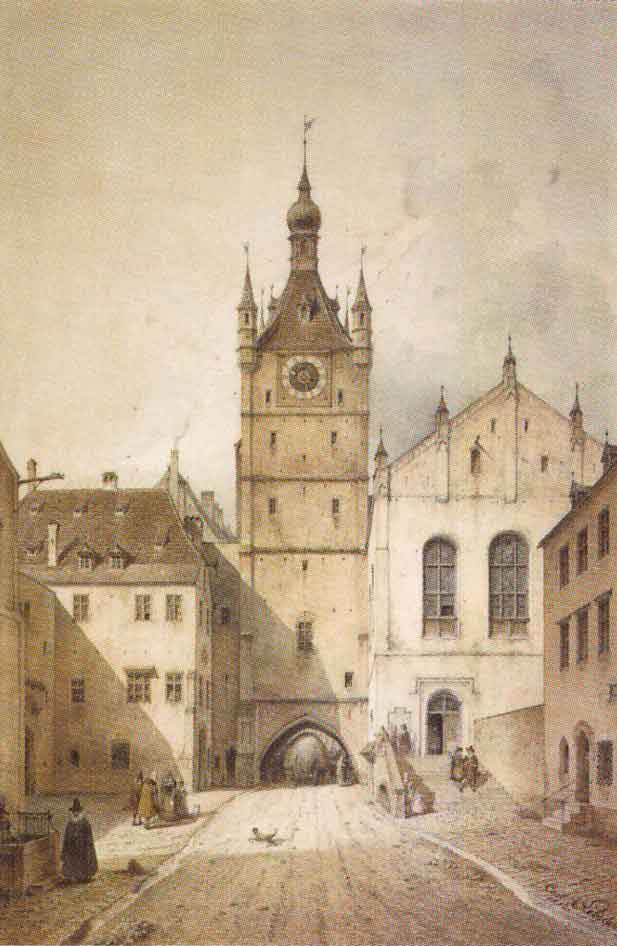
Talburgtor şi Primăria Veche, Carl August Lebschée, 1853

Talburgtor, denumit și Talbrucktor, a fost una dintre cele cinci porți ale orașului München construite la sfârșitul secolului al XII-lea în prima centură de ziduri ale orașului medieval. Talburgtor a fost cunoscut și ca Unteres Tor (Poarta de Jos), Taltor (Poarta din vale) sau Rathausturm (Turnul Primăriei). Ea se afla în partea de est a orașului vechi pe latura de sud a vechii primării.

## Istoric
Menționată pentru prima dată în 1301, poarta a fost cunoscută sub numele de porta inferior (Unteres Tor) aflându-se în legătură cu Oberen Tor (Poarta de Sus) sau Kaufingertor din partea de vest a orașului. Prin aceste două porți trecea drumul sării prin Munchen către vest. Întrucât Kaufingertor a fost menționată în 1239 ca Poarta de Sus, se presupune că la acel moment exista deja și Poarta de Jos.
Talburgtor a fost un simplu turn cu poartă de intrare. Poarta a fost reconstruită în 1392-1394 ca turn al primăriei, ea fiind distrusă de un trăsnet în 1460, împreună cu vechea primărie. În anii 1470-1480 Jörg Halspach a reconstruit în stil gotic târziu vechea primărie cu turnul primăriei, în paralel cu construcția catedralei Frauenkirche. În această versiune, turnul este reprezentat și în Schedelsche Weltchronik (cea mai veche cronică a orașului München) din 1493.
În secolul al XVI-lea fațada a fost decorată cu fresce, iar turnul a primit o cupolă în formă de bulb de ceapă. În secolul al XIX-lea el a primit un vârf în stil gotic.
În 1944 turnul a fost grav avariat de bombardamente, el fiind ulterior demolat. În 1972 el a fost reconstruit în stil gotic târziu, așa cum fusese înălțat de Halspach.

## Diverse
În turnul primăriei este găzduit astăzi Muzeul jucăriilor.
Pe peretele exterior al Primăriei Vechi înspre turn se află o statuie a Julietei din Verona, dăruită de orașul frate Verona.

## Imagini

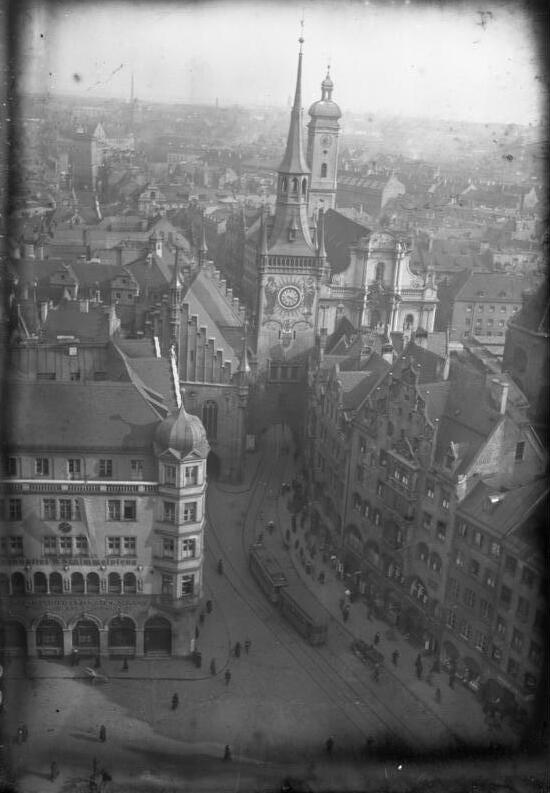
Vedere a Talburgtor din clădirea noii primării, 1923
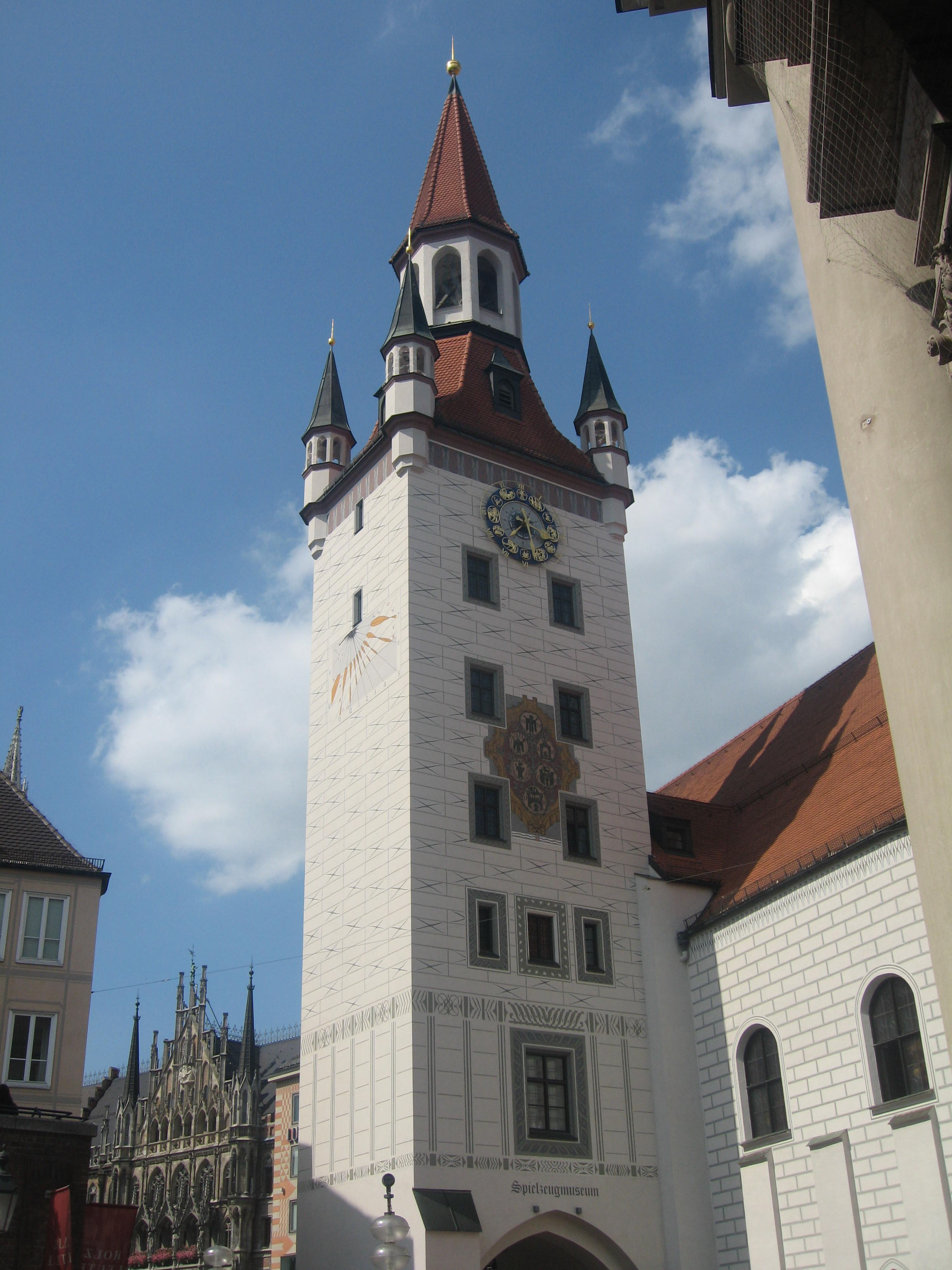
Talburgtor în prezent